# Станце
Станце или Станци (на сръбски: Станце, Stance) е село в Югоизточна Сърбия, Пчински окръг, Град Враня, община Враня.

## География
Селото се намира в котловината Поляница. Отстои на 24,4 км северно от окръжния и общински център Враня, на 1,1 км североизточно от село Рождаце, на 7 км източно от село Драгобужде, на 3 км югозападно от село Власе и на 5 км западно от село Ушевце.

## История
По време на Първата световна война селото е във военновременните граници на Царство България, като административно е част от Вранска околия на Врански окръг.

## Население
Според преброяването на населението от 2011 г. селото има 81 жители.

### Етнически състав
Данните за етническия състав на населението са от преброяването през 2002 г.
- сърби – 113 жители (100%)